# Glokar Well
Glokar Well, signatur för Oscar Edvard Söderlund, född 11 juli 1892 i Karlskrona, död 21 september 1965 i Hedvig Eleonora församling i Stockholm, var en svensk sportjournalist.
Glokar Well skrev i Stockholms-Tidningen 1914–1921 och från 1932 samt vsar ordförande i Svenska Boxningsförbundet 1931–1955 och president i det internationella förbundet 1931–1947.
Glokar Well, som nämns i Stig Dagermans dikt Uträknad, tog sin signatur efter ett pipmärke. Glokar Well är begravd på Galärvarvskyrkogården i Stockholm.